# Скиббе, Михаэль
Михаэ́ль Ски́ббе (нем. Michael Skibbe; род. 4 августа 1965, Гельзенкирхен, Северный Рейн-Вестфалия) — немецкий футболист и футбольный тренер. Выступал на позиции полузащитника.

## Карьера
В качестве игрока с 1984 по 1986 год выступал за «Шальке 04», завершил игровую карьеру в возрасте 21 года из-за разрыва крестообразных связок.
После вынужденного завершения игровой карьеры Скиббе стал тренером в юношеской команде «Шальке».
С 1989 по 2000 год работал в дортмундской «Боруссии», с 1998 по 2000 год возглавлял главную команду «Боруссии».
В период с 2000 по 2004 год был помощником главного тренера сборной Германии.
Затем Скиббе с 2005 по 2008 года тренировал «Байер 04».
11 июня 2008 году стал главным тренером турецкого «Галатасарая». 23 февраля 2009 года Михаэль Скиббе был уволен из-за плохого выступления его команды. В последнем матче под руководством Скиббе «Галатасарай» в домашнем матче проиграл «Коджаэлиспору» со счётом 2:5.
С 4 июня 2009 по 22 марта 2011 года тренировал франкфуртский «Айнтрахт».
17 июля 2011 года Скиббе был назначен главным тренером турецкого «Эскишехирспора».
17 мая 2012 года Скиббе был назначен на должность главного тренера турецкого «Карабюкспора». Контракт подписан сроком на 2 года.
16 июня 2013 года стал главным тренером швейцарского клуба «Грассхоппер». Контракт рассчитан на год с возможностью продления.
В январе 2015 года вновь возглавил «Эскишехирспор», который уже тренировал в 2011 году.
Возглавил сборную Греции в октябре 2015 года. Не сумел вывести сборную на ЧМ-2018. В четырёх матчах Лиги наций греки в 2018 году одержали две победы и дважды проиграли. Тренер был отправлен в отставку в конце октября 2018 года.